# Dušan Đorđević

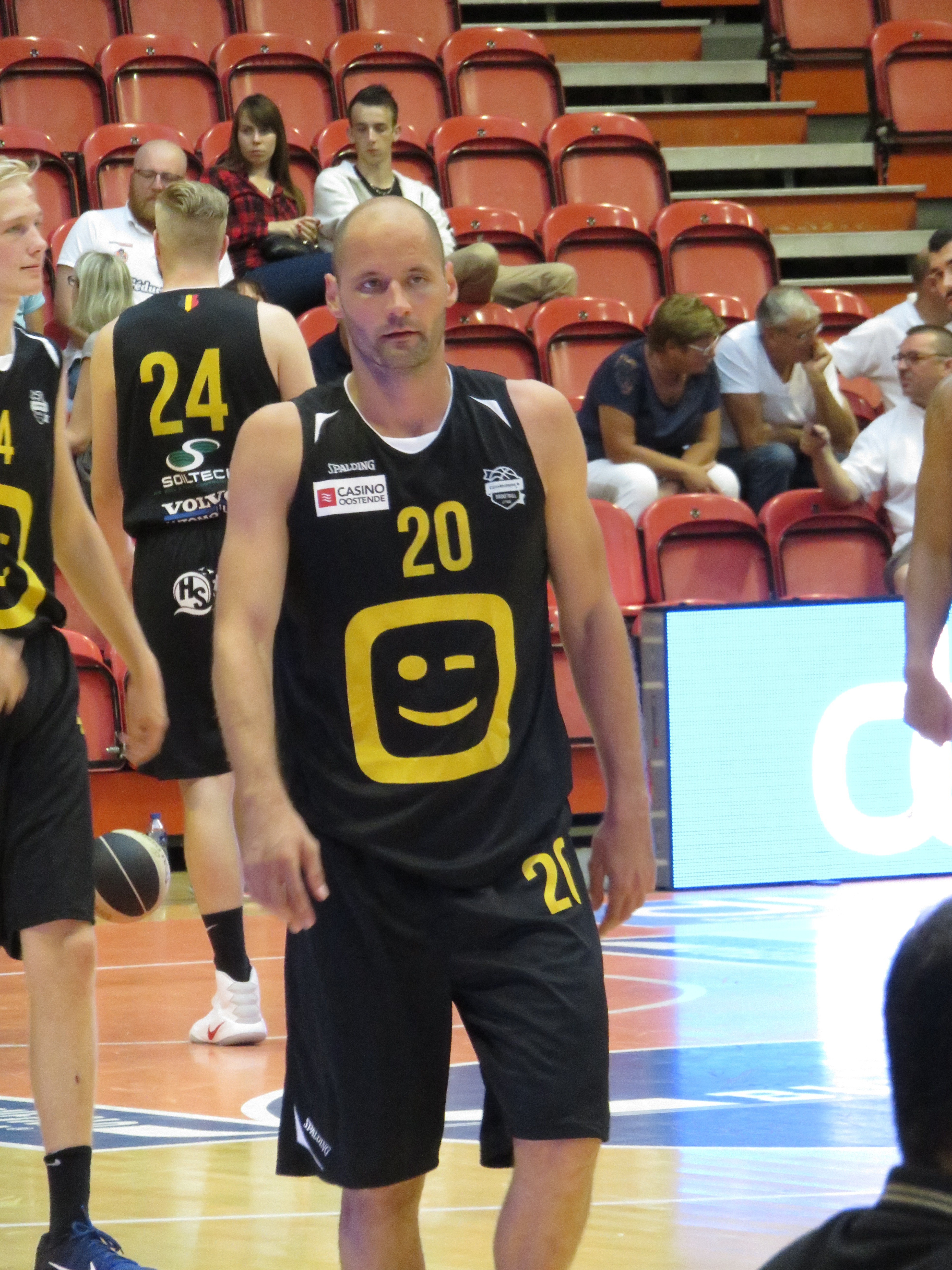
Dušan Đorđević

Dušan Đorđević (Servisch: Душан Ђорђевић) (Belgrado, 29 maart 1983) is een Servisch basketbalspeler die speelt voor BC Oostende in de BNXT League.
Đorđević speelt als point guard en staat bekend om zijn spelmakende en leiderschapskwaliteiten. Tijdens zijn carrière heeft hij meerdere kampioenschappen gewonnen in verschillende landen, waaronder Slovenië, België en Bosnië en Herzegovina.
Đorđević verlengde zijn contract bij Oostende voor één seizoen op 11 juni 2022.

## Palmares
Bosna
- Beker van Bosnië en Herzegovina : 2009

Union Olimpija
- Sloveense Beker : 2010

Krka
- EuroChallenge : 2011
- Sloveense competitie : 2011

Oostende
- Belgisch Kampioenschap (12): 2012, 2013, 2014, 2015, 2016, 2017, 2018, 2019, 2020, 2021, 2022, 2023
- Beker van België (7): 2013, 2014, 2015, 2016, 2017, 2018, 2021
- Belgian Basketball Supercup (4): 2014, 2015, 2017, 2018
- BNXT Supercup : 2021, 2022

Individuele prijzen
- MVP van de Belgische competitie: 2014, 2015
- Beker van België MVP: 2014, 2017, 2018
- BLB Ster van de Coaches : 2014-15